# Karakum
Denna artikel behandlar öknen söder om Aralsjön. För öknen Karakum norr om Aralsjön, se Aralkarakum.

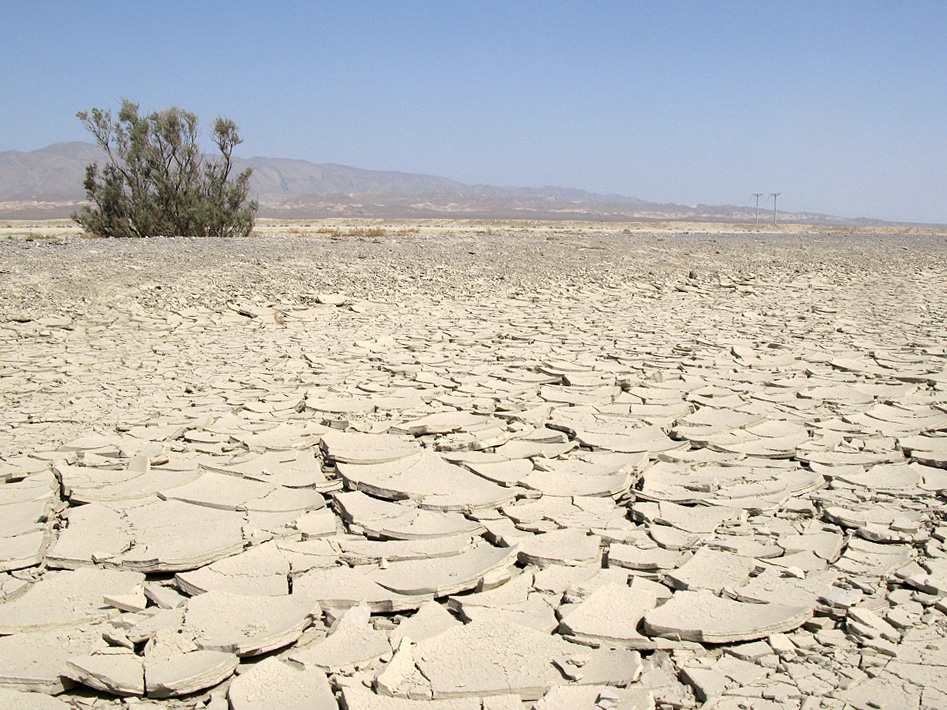
Karakum

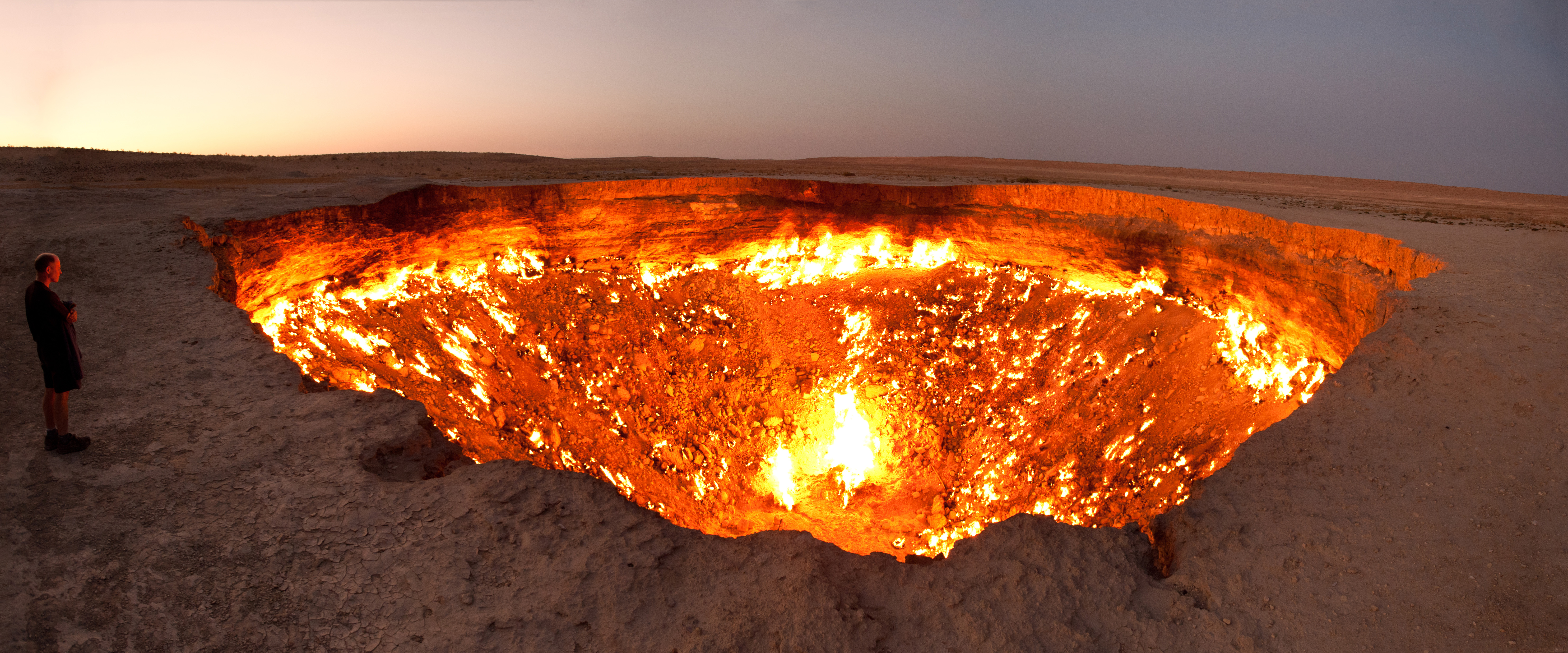
brinnande gas i en krater i Derweze

Karakum ("svart sand" på turkspråk; turkmeniska: Garagum; ryska: Каракумы) är en öken i sydvästra Centralasien, med Kaspiska havet i väst, Aralsjön i norr, och floden Amu-Darja och öknen Kyzylkum i nordöst. Den upptar 350 000 km² och täcker nästan hela Turkmenistan; den utgör mellan 70 och 90 procent av landets yta. Befolkningen är gles, med i genomsnitt en invånare per 6,5 km².
Floderna Morghab och Tedzjen (Hari Rud) utlöper från bergsmassivet Hindu Kush i syd och rinner ut i öknen, där de förser konstbevattningen med vatten. Öknen korsas av den största bevattningskanalen i världen, Karakumkanalen, som påbörjades 1954. Den är 1375 kilometer lång och transporterar 13-20 km³ vatten årligen. Läckor från kanalen har skapat sjöar och dammar längs med den varför stigande grundvatten har förorsakat vittspridd försaltning.
Oaserna Mary och Tedzjen är kända för sin bomullstillverkning. Området har viktiga olje- och gastillgångar.
Genom Karakum går Transkaspiska järnvägen.